# Маммиллярия Терезы
Маммилля́рия Тере́зы (лат. Mammillaria theresae) — кактус из рода Маммиллярия. Вид открыт в 1967 году.

## Описание
Стебель яйцевидный, оливково-зелёный с ярко-красным оттенком, до 4 см высотой и 2 см в диаметре, цилиндрический, одиночный или с небольшим числом боковых побегов. Верхушка яйцевидной формы.

Радиальные колючки многочисленные, до 0,2 см длиной, белые, перьевидные. Центральных колючек девять.
Цветки одиночные, воронковидные, до 4 см длиной и 3 см в диаметре, с ланцетовидными фиолетово-пурпурными лепестками, более светлыми у основания. В природе в засушливый период стебли полностью втягиваются в землю, оставляя в ней круглое отверстие, из которого нередко появляется цветок.

## Распространение
Эндемик мексиканского штата Дуранго. Произрастает на восточном склоне Конето-Монтес, на высоте 2100—2300 м над уровнем моря.

## Маммиллярия на почтовых марках
В сентябре 1986 года почта Лаоса выпустила серию марок с изображением кактусов. На одной из марок серии  (Yt #707; Sc #746) изображена Маммиллярия Терезы[≡].